# Stenocranus niisimai
Stenocranus niisimai är en insektsart som beskrevs av Matsumura 1935. Stenocranus niisimai ingår i släktet Stenocranus och familjen sporrstritar. Inga underarter finns listade i Catalogue of Life.